# Ermita de San Gregorio (Benicarló)

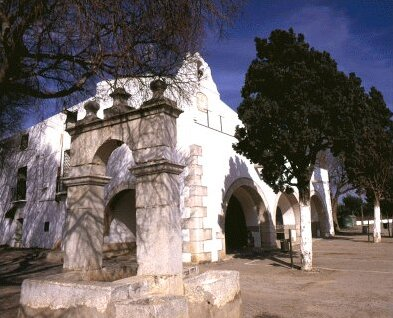
Ermita de San Gregorio.

La ermita de San Gregorio de Benicarló (Provincia de Castellón, España) se encuentra a dos Kilómetros y medio de la población.
Se trata de una ermita de antiguo origen y se desconoce el momento de su construcción; la imagen de San Gregorio es una talla de madera policromada, de toscos aunque expresivos rasgos, probablemente del primer tercio del siglo XVI. 
La ermita tiene un amplio pórtico formado por cinco arcos de piedra labrada. El día 9 de mayo, festividad de San Gregorio Ostiense, se celebra cada año en esta ermita una tradicional y popular romería con procesión.

## Descripción
La ermita es sencilla y encalada, con un porche que cubre la entrada a la iglesia y en las dependencias adosadas, con tres  arcos de medio punto en el frente y en uno de los laterales, que tiene 17,30 m de largo y 4,75 m de ancho. Después de la azotea sobre el porche, la fachada se corona con una espadaña.
La planta del templo consta de una única nave de dos tramos o crujías y ábside, sin capillas laterales. La cubierta de la nave es de bóveda apuntada, y el ábside, más estrecho y bajo, es cubierto con bóveda de crucería. Se completa la iglesia con un coro alto y una pequeña sacristía.
La imagen de San Gregorio, del primer tercio del siglo XVI, de tradición gótica, es una escultura de madera policroma, con añadidos posteriores que lo cubren totalmente. De 1,10 m de altura, está vestido con hábitos pontificales, y lleva libro y mitra, y un báculo moderno.